# Heterischnus rufobrunneus
Heterischnus rufobrunneus là một loài tò vò trong họ Ichneumonidae.